# お父さんのためのショウビズ講座
お父さんのためのショウビズ講座（おとうさんのためのショウビズこうざ）とは、2003年4月4日から2006年3月31日まで毎週金曜日の22:00よりBS-iで放送された芸能情報番組。
地上波TBS系列で放送の番組『ブロードキャスター』のコーナー『お父さんのためのワイドショー講座』を拡大する形で開始した、1週間の芸能情報をまとめて紹介する番組である。
放送時間は当初22:00 - 22:54だったが、2003年10月より『お父さんのための馬講座』開始に伴い14分短縮。『馬講座』が終了した後は再び元の時間に戻った。

## コーナー
- 芸能1週間[3]

記者発表、ライブの制作発表など、芸能界で起きた出来事を紹介。
- イチオシ[3]

一押しの新人を紹介。
- お父さんのためのシネサロン[3]

映画の興行ランキング、週末公開予定作品、注目作品を紹介。
- エンディング[3]

掘り出し映像（話題の新作DVD、コンサート映像など）を交えて番組を終了する。

## 出演者
司会
- 岡田泰典（TBSアナウンサー）
- 詩音（開始当時の担当[2]）
- 嘉門洋子（2003年）[5]

アシスタント
- 上良早紀（2003年10月）[3]
- 三井智映子（2003年12月）[6]
- 佐藤まい子（2004年2月）[7]
- 塩沢真弓（2004年4月）[8]
- 三津谷葉子（2004年6月）[9]
- 宮川由起子（2004年7月、スペシャルアシスタント[10]）[11]
- 布施あい子（2004年10月）[12]
- 天雀（2004年12月）[13]
- 吉野瑠衣（2005年2月）[4]
- 阪本麻美（2005年4月）[14]
- 荻野なお（2005年12月）[15]
- 津未雅美（末期の担当）[16][17]

芸能1週間ナレーション
- 向井政生（TBSアナウンサー）

シネサロンナビゲーター→コスプレナビゲーター
- 山田愛里（TBSアナウンサー）